# رمع
الرمع (بالإنجليزية: Clonus)‏ هو سلسلة من التقلصات والارخاءات العضلية اللارادية المنتظمة. الرمع هو علامة لبعض الحالات العصبية، خاصة تلك المرتبطة بآفات العصبون الحركي العلوي والتي تتضمن المسارات الحركية النازلة، وفي كثير من الحالات، يرافقه التشنج (شكل آخر من أشكال فرط التوتر التشنجي). خلافا للنفضات التلقائية الصغيرة التي تعرف باسم الارتجاف الحزمي (عادة ناجمة عن أمراض العصبون الحركي السفلي)، يسبب الرمع حركات كبيرة التي عادة ما تكون بمبادرة من رد فعل عصبي. أظهرت الدراسات أن تردد ضربات الرمع تتراوح من 3-8 هرتز في المتوسط، ويمكن أن تستمر من بضع ثوان إلى عدة دقائق وذلك حسب حالة المريض.

## الأعراض والعلامات
يشيع حدوث الرمع في الكاحل، وتحديدا مع حركات الانثناء الظهراني/الأخمصي (صعودا وهبوطا). وقد أظهرت بعض الدراسات أيضا حدوث الرمع في الاصبع، اصبع القدم، وبشكل جانبي في الكاحل (على عكس الحركة صعودا وهبوطا).

## الأسباب
عادة ما يحدث الرمع للأشخاص الذين تعرضوا لسكتة دماغية، تصلب متعدد، تلف الحبل الشوكي والاعتلال الدماغي الكبدي. وقد يظهر الرمع أيضا بعد تناول أدوية السيروتونين القوية، حيث ان تناولها ينبأ بقوة الحدوث الوشيك لتسمم السيروتونين (متلازمة السيروتونين).

## التشخيص
يتم تشخيص الرمع في الكاحل عن طريق الثني السريع للقدم لانثناء ظهري (للأعلى)، مما يؤدي إلى امتداد عضلة الساق. وبعد ذلك ستنتج الضربات اللاحقة للقدم، ولكن فقط الرمع المستدام (5 ضربات أو أكثر) يعتبر غير طبيعي. الرمع يمكن أيضا اختباره في الركبتين عن طريق الدفع السريع للرضفة (الركبة) نحو أصابع القدم.